# Le Roman de la vallée heureuse
Pour plus de détails, voir Fiche technique et Distribution.
Le Roman de la vallée heureuse (A Romance of Happy Valley) est un film américain réalisé par D. W. Griffith, sorti en 1919.

## Synopsis
John Logan quitte sa famille et son amour d'enfance pour aller faire fortune à New York. Il promet de revenir rapidement et fait jurer à son amour de l'attendre. Des années plus tard il revient dans la vallée de son enfance riche mais méconnaissable, et trouve ses proches dans un état financier déplorable. Son père, pressé de trouver de l'argent pour rembourser ses dettes, envisage de tuer le riche étranger sans réaliser que c'est en fait son fils. 
Après l'utilisation d'un flashback, il apparaît que seul un voleur de banque ressemblant au fils est mort dans une course poursuite. Sa mère reconnait finalement son fils et convainc le père de lui pardonner son absence afin de redevenir une famille unie. John Logan Junior retrouve finalement son amour d'enfance, qui l'a attendu pendant toutes ces années.

## Fiche technique
- Titre original : A Romance of Happy Valley
- Titre français : Le Roman de la vallée heureuse
- Réalisation : D. W. Griffith
- Scénario : Mary Castelman et D. W. Griffith
- Directeur de la photographie : G. W. Bitzer
- Cadreur : Karl Brown
- Montage : James Smith
- Production : D. W. Griffith
- Société de production : D.W. Griffith Productions
- Pays de production :  États-Unis
- Langue originale : anglais
- Format : noir et blanc - 35 mm — 1,33:1 - film muet
- Genre : Film dramatique
- Durée : 76 minutes (1 h 16)
- Date de sortie :
  - États-Unis : 26 janvier 1919

## Distribution
- Lillian Gish : Jennie Timberlake
- Robert Harron : John L. Logan Jr.
- George Fawcett : John L. Logan Sr.
- Kate Bruce : Mrs. Logan
- George Nichols : Le père de Jennie
- Bertram Grassby : Judas
- Porter Strong : l'ouvrier
- Adolph Lestina : Jim Darkly
- Lydia Yeamans Titus : Old Lady Smiles
- Andrew Arbuckle : Clergyman
- Frances Sparks : Topsy
- Carol Dempster : Une fille rencontrée par Logan à New York

## Autour du film
- Ce film est une des premières œuvres cinématographiques à utiliser un flashback pour mieux aider à détourner le sens d'une scène et l'expliquer a posteriori. Ce procédé sera par la suite fréquemment utilisé notamment dans le cadre des films noir, d'actions ou d'enquête.